# Aspásia
Aspásia (em grego clássico: Ἀσπασία /as.pa.sí.aː/; c. 470 – depois de 428 a.C.) foi uma mulher meteca de Atenas Antiga. Nascida em Mileto, mudou-se para Atenas e começou um relacionamento com o estadista Péricles, com quem teve um filho chamado Péricles, o Jovem. De acordo com uma narrativa histórica tradicional, ela teria trabalhado como cortesã (hetera) e foi julgada por asebeia (impiedade), mas acadêmicos modernos questionam a base factual de qualquer uma dessas alegações, ambas derivadas da comédia antiga. Historiadores recentes tentam desconstruir mal entendidos ou mitos de que ela fora uma prostituta. Ela é a única mulher na Atenas Clássica cujo renome intelectual é conhecido, e mesmo assim era estrangeira.
Embora Aspásia seja uma das mulheres mais atestadas do mundo greco-romano e a mulher mais importante da história da Atenas do século V, quase nada é certo sobre sua vida. Seu papel na história fornece insights cruciais para a compreensão das mulheres da Grécia antiga, das quais muito pouco se sabe em seu período. Madeleine M. Henry afirmou que "fazer perguntas sobre a vida de Aspásia é fazer perguntas sobre metade da humanidade".
Aspásia é mencionada nos escritos de Platão, Aristófanes, Xenofonte, Antístenes, Ésquines Socrático e outros. Foi retratada na Comédia Antiga como prostituta e madame, e na filosofia antiga como professora e retórica. A partir de sua representação em obras por discípulos socráticos, e por ser referida no diálogo platônico Menêxeno como tendo sido orientadora de Sócrates, de Péricles e outros na arte da oratória, ela foi considerada na tradição clássica posterior como uma contraparte feminina de Sócrates.
Aspásia continuou a ser assunto de artistas visuais e literários até o presente. Ela aparece em várias obras importantes da literatura moderna. Sua ligação romântica com Péricles inspirou alguns dos romancistas e poetas mais famosos dos últimos séculos. Em particular, diversos escritores românticos do século XIX e romancistas históricos do século XX encontraram em sua história uma fonte inesgotável de inspiração. A partir do século XX, entre mulheres, teóricos de estudos de gênero e na literatura e artes, ela foi retratada como uma mulher sexualizada e sexualmente liberada, e como um modelo feminista lutando pelos direitos das mulheres na Atenas Antiga.

## Evidências sobre Aspásia
Aspásia foi uma figura importante — e a mulher mais importante — na história da Atenas do século V, e é uma das mulheres do mundo greco-romano com as tradições biográficas mais substanciais. As primeiras fontes literárias a mencionar Aspásia, escritas durante sua vida, são da comédia ateniense, e no século IV a.C ela aparece em diálogos socráticos. Após o século IV, ela aparece apenas em breves menções a textos completos, ou em fragmentos cujo contexto íntegro se perdeu, até o século II d.C., quando Plutarco escreveu sua Vida de Péricles, o mais longo e completo tratamento biográfico de Aspásia na Antiguidade. As biografias modernas de Aspásia dependem de Plutarco, apesar de ele ter escrito quase sete séculos após a morte dela.
"Devemos nos contentar com as fontes que a mencionam, mesmo quando elas distorcem fundamentalmente a realidade." —Nicole Loraux, Aspasia, Foreigner, Intellectual.
O problema principal permanece, como destaca Jona Lendering, de que nada sabemos com certeza sobre Aspásia além de que era amante de Péricles, o resto se baseando em hipóteses. Tucídides não a menciona; nossas únicas fontes são as representações e especulações não confiáveis registradas pelos homens na literatura e na filosofia. Portanto, na figura de Aspásia, temos uma série de retratos contraditórios; ela aparece considerada como desde uma boa esposa como Teano, até a alguma combinação de cortesã e prostituta como Targélia. Esta é a razão pela qual os estudiosos modernos expressam seu ceticismo sobre a historicidade da vida de Aspásia.
É difícil tirar conclusões firmes sobre a verdadeira Aspásia a partir de qualquer uma dessas fontes: como diz Robert Wallace, "para nós, a própria Aspásia possui e pode possuir quase nenhuma realidade histórica". Portanto, Madeleine M. Henry sustenta que "as anedotas biográficas que surgiram na antiguidade sobre Aspásia são extremamente coloridas, quase completamente inverificáveis e ainda estão vivas e bem no século XX". Ela finalmente conclui que "é possível mapear apenas as possibilidades mais simples da vida [de Aspásia]". De acordo com Charles W. Fornara e Loren J. Samons II, "pode muito bem ser, pelo que sabemos, que a verdadeira Aspásia foi mais do que uma equivalente para sua contraparte fictícia".
Além de seu nome, nome do pai e local de nascimento, a biografia de Aspásia é quase inteiramente inverificável, e os escritos antigos sobre ela são frequentemente mais uma projeção de seus próprios preconceitos (em grande parte masculinos) do que fatos históricos. A biografia completa por Madeleine Henry cobre o que se sabe da vida de Aspásia em apenas nove páginas.

## Biografia

### Primeiros anos
Aspásia nasceu, provavelmente, não antes de 470 a.C, na cidade grega jônica de Mileto (na moderna província de Aydın, Turquia). Pouco se sabe sobre sua família, exceto que o nome de seu pai era Axíoco, de uma família rica. Seu nome, relacionado ao grego aspázomai (ἀσπάζομαι, "abraçar"), podia significar "a desejada", "a mulher abraçada/abraçadora", "a deleitante", "acolhida" ou "bajuladora", o que levou a trocadilhos antigos e desentendimento por alguns historiadores que, levados por tais significados, consideraram esse nome como possivelmente não sendo seu verdadeiro. Era comum, porém, que alguns nomes femininos populares na Grécia possuíssem significados como "amada" e "doçura".
Um escoliasta de Élio Aristides afirma erroneamente que Aspásia era uma prisioneira de guerra cária que se tornou uma escrava; isso talvez se deva à confusão com a concubina de Ciro, o Jovem, também chamada Aspásia. Essas declarações são geralmente consideradas falsas.

### A vida em Atenas

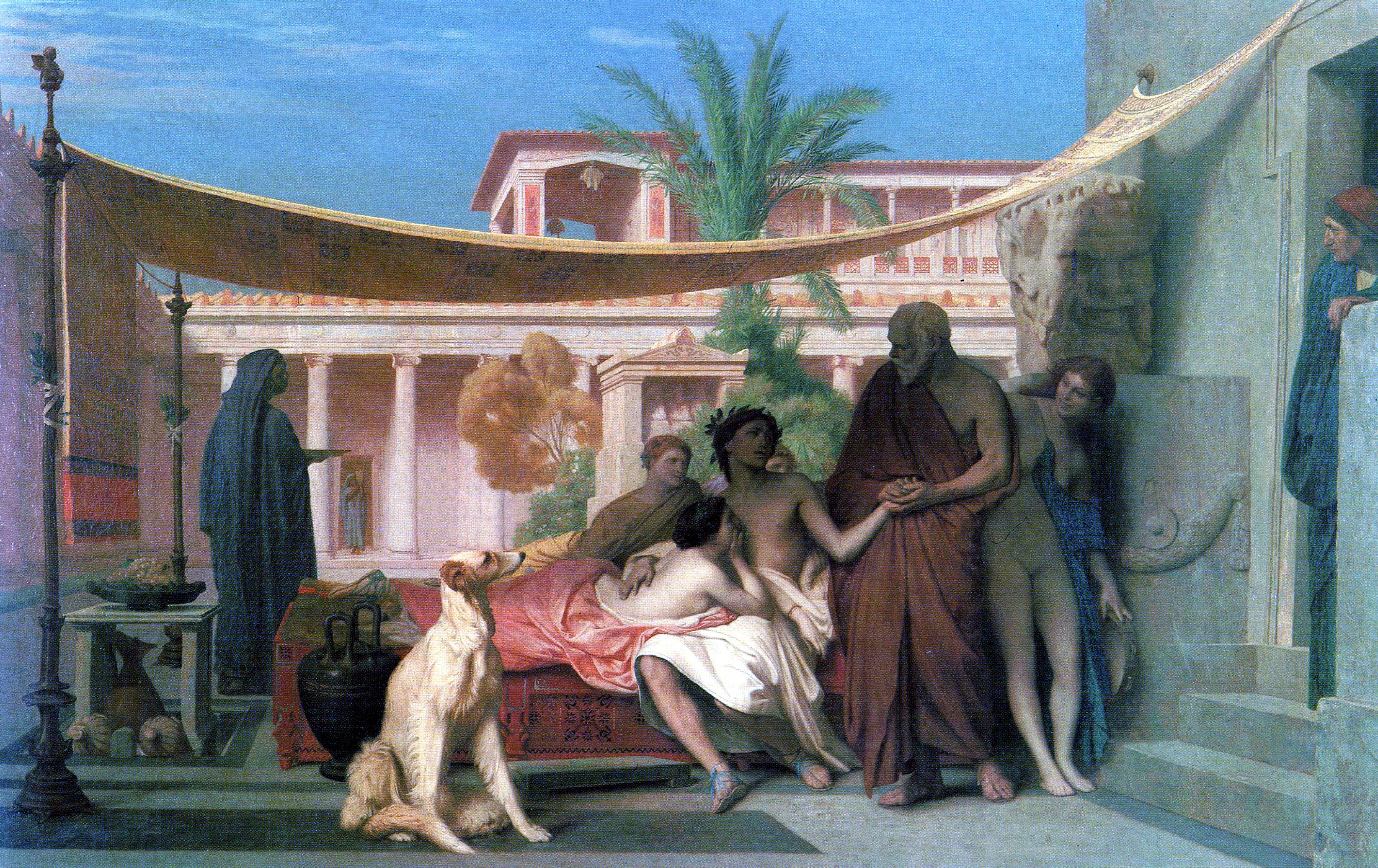
Jean-Léon Gérôme (1824–1904): Socrates buscando Alcibíades na casa de Aspásia, 1861.

As circunstâncias da mudança de Aspásia para Atenas são desconhecidas. Uma teoria, apresentada pela primeira vez por Peter Bicknell com base em uma inscrição no túmulo do século IV, sugere que Alcibíades de Escambônidas, o avô do famoso Alcibíades, casou-se com a irmã de Aspásia enquanto ele estava exilado em Mileto após seu ostracismo, e Aspásia foi com ele quando voltou para Atenas. Bicknell especula que isso foi motivado pela morte do pai de Aspásia, Axíoco, na revolta em Mileto após sua secessão da Liga de Delos em 455–454 a.C.

De acordo com um entendimento convencional inicial da vida de Aspásia, baseado em declarações disputadas dos escritores antigos e de alguns estudiosos modernos, ela teria se tornado hetera (ou hetaira) e depois dirigiu um bordel. As hetairas eram artistas profissionais de alta classe, bem como cortesãs. Além de exibir beleza física, diferiam da maioria das mulheres atenienses por serem educadas (geralmente com um alto padrão, como evidentemente Aspásia era), por terem independência e por pagarem impostos. Segundo Plutarco, Aspásia era comparada à famosa Targélia, outra renomada hetera jônica dos tempos antigos.

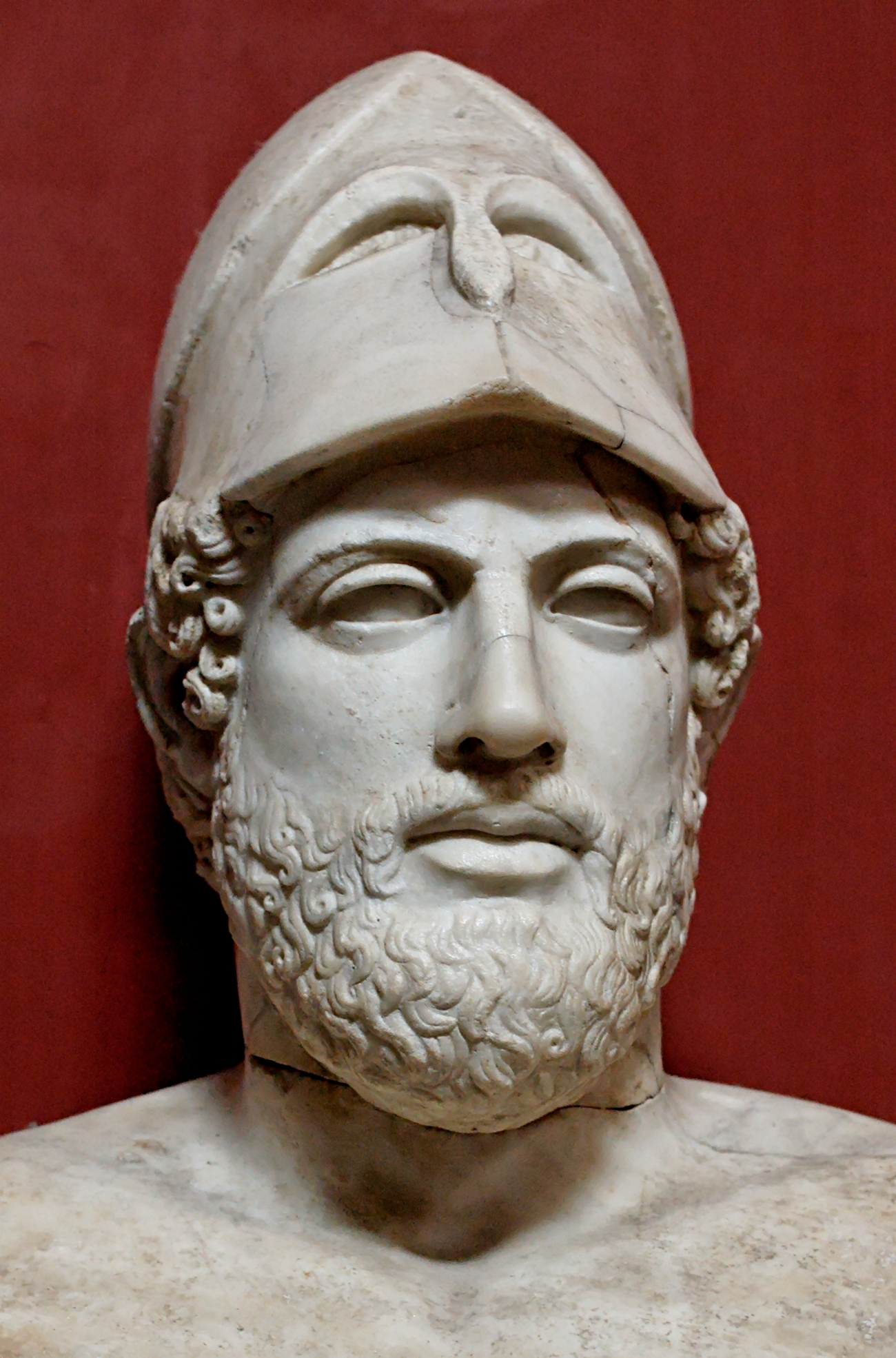
Busto de Péricles, Museu Antigo, Berlim

Alguns acadêmicos questionaram essa visão. Peter Bicknell observou que os "epítetos pejorativos aplicados a ela por dramaturgos cômicos" não são confiáveis. Madeleine Henry, por sua vez, argumentou em sua biografia de Aspásia que "não somos obrigados a acreditar que Aspásia era uma prostituta porque um poeta cômico diz que ela era", e que o retrato de Aspásia como envolvido no comércio sexual deveria "ser considerado com grande suspeita". Cheryl Glenn afirmou que Aspásia, na verdade, abriu uma academia para mulheres que se tornou "um salão popular para os homens mais influentes da época", incluindo Sócrates, Platão e Péricles, e Rebecca Futo Kennedy sugeriu que as acusações em comédia de que ela era uma dona de bordel derivavam disso. Apesar desses desafios à narrativa tradicional, muitos acadêmicos continuaram acreditando que Aspásia trabalhou como uma cortesã ou madame. Konstantinos Kapparis alegou que os tipos de ataques cômicos feitos a Aspásia não seriam aceitáveis para uma mulher respeitável e que, portanto, é provável que Aspásia tivesse uma história como trabalhadora do sexo antes de começar seu relacionamento com Péricles. Se Aspásia trabalhou ou não como cortesã, sua vida posterior, na qual ela aparentemente alcançou algum grau de poder, reputação e independência, tem semelhanças com as vidas de outras hetairas proeminentes, como Friné.
Como uma mulher não ateniense, Aspásia estava menos ligada às restrições tradicionais que confinavam amplamente as esposas atenienses a suas casas e parece ter aproveitado a oportunidade para participar da vida pública da pólis. Lá, Aspásia conheceu e começou um relacionamento com o estadista Péricles, e se tornou a companheira dele por volta de 445 a.C. Depois que ele se divorciou de sua primeira esposa (talvez c. 450 a.C.), Aspásia começou a morar com ele, embora seu estado civil seja contestado. É também incerto como eles se conheceram; se a tese de Bicknell estiver correta, ela pode tê-lo conhecido através de sua conexão com a casa de Alcibíades. Kennedy especula que quando Clínias, filho do mais velho Alcibíades, morreu na Batalha de Coroneia, Péricles pode ter se tornado o kurios (guardião) de Aspásia. O relacionamento de Aspásia com Péricles começou em algum momento entre 452 e 441 a.C. A natureza exata do relacionamento de Péricles e Aspásia é contestada. Autores antigos a retratavam como uma prostituta, sua concubina ou sua esposa. Os acadêmicos modernos também estão divididos. Rebecca Futo Kennedy argumenta que eles eram casados; Debra Nails descreve Aspásia como "a esposa de fato de Péricles"; Madeleine Henry acredita que a lei de cidadania de Péricles de 451–450 a.C. tornou ilegal o casamento entre um ateniense e alguém meteco, e sugere uma pallakia ("concubinato") quase conjugal imposta por contrato; e Sue Blundell descreve Aspásia como uma hetaira e amante de Péricles.
A partir das descrições, considera-se que, nos círculos sociais, Aspásia era conhecida por sua habilidade como conversadora e conselheira, e não apenas como um objeto de beleza física. Plutarco escreve que amigos de Sócrates traziam suas esposas para ouvi-la conversar.
Aspásia e Péricles tiveram um filho, Péricles, o Jovem, nascido o mais tardar em 440–439 a.C. Na época do nascimento de Péricles, o Jovem, ele tinha dois filhos legítimos, Páralo e Xantipo. Em 430–429 a.C., após a morte de seus dois filhos mais velhos, Péricles propôs uma emenda à sua lei de cidadania de 451–450 a.C. que tornaria Péricles, o Jovem, capaz de se tornar cidadão e receber herança. Embora muitos estudiosos acreditem que isso foi especificamente para Péricles, alguns sugeriram que uma exceção mais geral foi introduzida, em resposta ao efeito da Peste de Atenas e da Guerra do Peloponeso nas famílias dos cidadãos.

### Anos tardios e morte
Em 429 a.C., durante a Praga de Atenas, Péricles testemunhou a morte de sua irmã e de seus dois filhos legítimos, Páralo e Xantipo, de sua primeira esposa. Com o moral debilitado, ele morreu neste mesmo ano. Pouco antes de sua morte, os atenienses permitiram uma mudança na lei de cidadania de 451 a.C., que fez seu filho meio ateniense com Aspásia, Péricles, o Jovem, cidadão e herdeiro legítimo.
De acordo com fontes antigas, Aspásia casou-se com outro político, Lísicles, um estratego (general) ateniense e líder democrático; e que ela teria feito dele o homem de cargo mais alto em Atenas. Com ele, Aspásia teria dado à luz outro filho, Poristes. Como "Poristes" não é conhecido como um nome – significa "fornecedor" ou "provedor", e era um eufemismo para "ladrão" – alguns acadêmicos argumentaram que o nome vem da incompreensão de uma piada em uma comédia. Henry duvida se Aspásia teve um filho com Lísicles e Kennedy questiona se ela se casou com ele. Pomeroy, no entanto, sugere que o nome incomum de Poristes pode ter sido escolhido por Lísicles por razões políticas, para chamar a atenção para o seu fornecimento para o povo de Atenas. Nails, contra Kahn, considera plausível o casamento, dado que era necessário que Aspásia tivesse um guardião legal (kyrios) em Atenas.
Lísicles foi morto em ação em uma expedição para cobrar subsídios de aliados em 428 a.C., um ano depois de Péricles. Nada é registrado sobre a vida de Aspásia após este ponto. Não há informações sobre se ela estava viva quando seu filho, Péricles, foi eleito general ou quando ele foi executado após a Batalha das Arginusas. Não se sabe onde ou quando ela morreu. O tempo de sua morte que a maioria dos historiadores dá (c. 401–400 a.C.) baseia-se na avaliação de que Aspásia morreu antes da execução de Sócrates em 399 a.C., uma cronologia implícita na estrutura do Aspásia de Ésquines de Esfeto.

### Ataques pessoais e judiciais
Embora fossem influentes, Péricles, Aspásia e seus amigos não estavam imunes a ataque, pois a preeminência na Atenas democrática não era equivalente ao domínio absoluto. Seu relacionamento com Péricles e sua subsequente influência política despertaram muitas reações. Donald Kagan acredita que Aspásia era particularmente impopular nos anos imediatamente após a Guerra Sâmia. Em 440 a.C., Samos estava em guerra com Mileto por Priene, uma antiga cidade de Jônia, no sopé de Mícale. Piores na guerra, os milesianos vieram a Atenas para defender seu caso contra os sâmios. Quando os atenienses ordenaram que os dois lados parassem de lutar e submetessem o caso à arbitragem em Atenas, os sâmios recusaram. Em resposta, Péricles aprovou um decreto despachando uma expedição a Samos. A campanha provou ser difícil e os atenienses tiveram que suportar pesadas baixas antes de Samos ser derrotada. Segundo Plutarco, pensava-se que Aspásia, que veio de Mileto, era responsável pela Guerra Sâmia e que Péricles havia decidido contra e atacado Samos para gratificá-la.

"Até agora, o mal não era grave e nós éramos os únicos sofredores. Mas agora alguns jovens bêbados vão a Mégara e levam a cortesã Simaeta; os megarianos, feridos rapidamente, fogem por sua vez com duas prostitutas da casa de Aspásia; e assim por três prostitutas a Grécia é incendiada. Então Péricles, incendiado de ira em sua altura olímpica, soltou o raio, provocou o trovão, perturbou a Grécia e aprovou um decreto, que corria como a canção: Que os megarianos sejam banidos de nossa terra e de nossos mercados e de o mar e do continente."

Peça cômica de Aristófanes, Os Acarnânios linhas 523–533
Segundo alguns relatos posteriores, antes da erupção da Guerra do Peloponeso (431–404 a.C.), Péricles, alguns de seus associados mais próximos (incluindo o filósofo Anaxágoras e o escultor Fídias) e Aspásia enfrentaram uma série de ataques pessoais e legais. Aspásia, em particular, foi acusada na comédia de corromper as mulheres de Atenas, a fim de satisfazer as perversões de Péricles. De acordo com Plutarco, ela foi julgada por impiedade (asebeia), com o poeta cômico Hermipo como promotor. Ela teria sido supostamente defendida por Péricles e absolvida. Muitos acadêmicos questionaram se esse julgamento aconteceu, sugerindo que a tradição deriva de um julgamento fictício de Aspásia em uma peça de Hermipo. A substância histórica dos relatos sobre esses eventos é contestada; é improvável que uma mulher não ateniense pudesse estar sujeita a processos desse tipo (a responsabilidade legal recairia sobre seu protetor ou kyrios, neste caso Péricles, que poderia ser implicado), e nenhum dano lhe ocorreu como resultado. Vincent Azoulay compara o julgamento de Aspásia aos de Fídias e Anaxágoras, ambos também ligados a Péricles, e conclui que "nenhum dos julgamentos por impiedade envolvendo pessoas próximas a Péricles é atestado com certeza".
Em Os Acarnânios, Aristófanes responsabiliza Aspásia pela Guerra de Peloponeso. Ele alega que o decreto megariano de Péricles, que excluía Mégara do comércio com Atenas ou seus aliados, era uma retaliação por prostitutas sequestradas da casa de Aspásia por megarianos. O retrato de Aristófanes de Aspásia como responsável, por motivos pessoais, pelo início da guerra com Esparta pode refletir a memória do episódio anterior envolvendo Mileto e Samos. Plutarco relata também os comentários provocadores de outros poetas cômicos, como Eupólide e Crátinos. Segundo Podlecki, Douris parece ter proposto a visão de que Aspásia instigou ambas as Guerras Sâmia e Peloponesa.
Aspásia foi rotulada como "Nova Ônfale", "Dejanira", "Hera" e "Helena". Mais ataques à relação de Péricles com Aspásia são relatados por Ateneu. Até o próprio filho de Péricles, Xantipo, que tinha ambições políticas, criticou prontamente o pai sobre seus assuntos domésticos.

## Legado

### Obras antigas
No período clássico, duas escolas de pensamento se desenvolveram em torno de Aspásia. Uma tradição, derivada da Comédia Antiga, enfatiza sua influência sobre Péricles e seu envolvimento no comércio sexual; a outra, que remonta à filosofia do século IV, concentra-se em seu intelecto e habilidade retórica. Sua reputação como professora e retórica deriva-se de Diodoro Periegeta e dos discípulos socráticos (com exceção de Antístenes). As referências de testemunhos de autores que podem tê-la conhecido ou que ouviram de contemporâneos que a conheceram não a caracterizam nem como hetaira, nem como prostituta (pornê).

#### Tradição cômica
As únicas fontes antigas sobreviventes para discutir Aspásia que foram escritas durante sua vida são da comédia. A tradição cômica sobrevivente sobre Aspásia — ao contrário de seus contemporâneos do sexo masculino — concentra-se em sua sexualidade. Aristófanes, o único escritor de Comédia Antiga de quem sobreviveram obras completas, refere-se a Aspásia apenas uma vez em seu corpus sobrevivente, Os Acarnânios. Em uma passagem que parodia o início das Histórias de Heródoto, Aristófanes brinca que o decreto megárico foi uma retaliação pelo sequestro de duas pornai ("prostitutas") de Aspásia. Uma acusação semelhante, atribuída por Plutarco a Duris de Samos, de que Aspásia teria sido responsável pelo envolvimento de Atenas na Guerra Sâmia, pode ter derivado disso. A menção das pornai de Aspásia em Os Acarnânios também é o exemplo mais antigo conhecido da tradição de que ela trabalhava como bordel.
Fora de Aristófanes, as menções de Aspásia são conhecidas dos fragmentos sobreviventes de Cratino e Eupólide. Em um fragmento de Quíron de Cratino, Aspásia é descrita como "Hera-Aspásia, uma concubina com olhos de cachorro". Eupólide menciona Aspásia pelo nome em três fragmentos sobreviventes. Em Proslapatianos, ela é comparada a Helena de Troia — como Aspásia, culpada por iniciar uma guerra — e em Philoi a Ônfale, que possuía Hércules como escravo. Eupólide também aludiu a Aspásia em Demes, onde Péricles, tendo ressuscitado dos mortos, pergunta por seu filho; ele é informado de que está vivo, mas tem vergonha de ter uma porne como mãe. Aspásia também é conhecida por ter sido mencionada por Cálias, embora o escólio do Menêxeno de Platão que relata isso seja distorcido e é incerto o que Cálias disse sobre ela. Ela também pode ter aparecido em uma peça de Hermipo — esta é possivelmente a fonte da anedota contada por Plutarco de que Aspásia foi processada por ele por asebeia e por fornecer mulheres nascidas livres para Péricles fazer sexo. Autores posteriores seguiram a tradição cômica ao focar na sexualidade de Aspásia e na influência imprópria sobre Péricles, por exemplo na Erotika, de Clearco de Soles.

#### Tradição filosófica

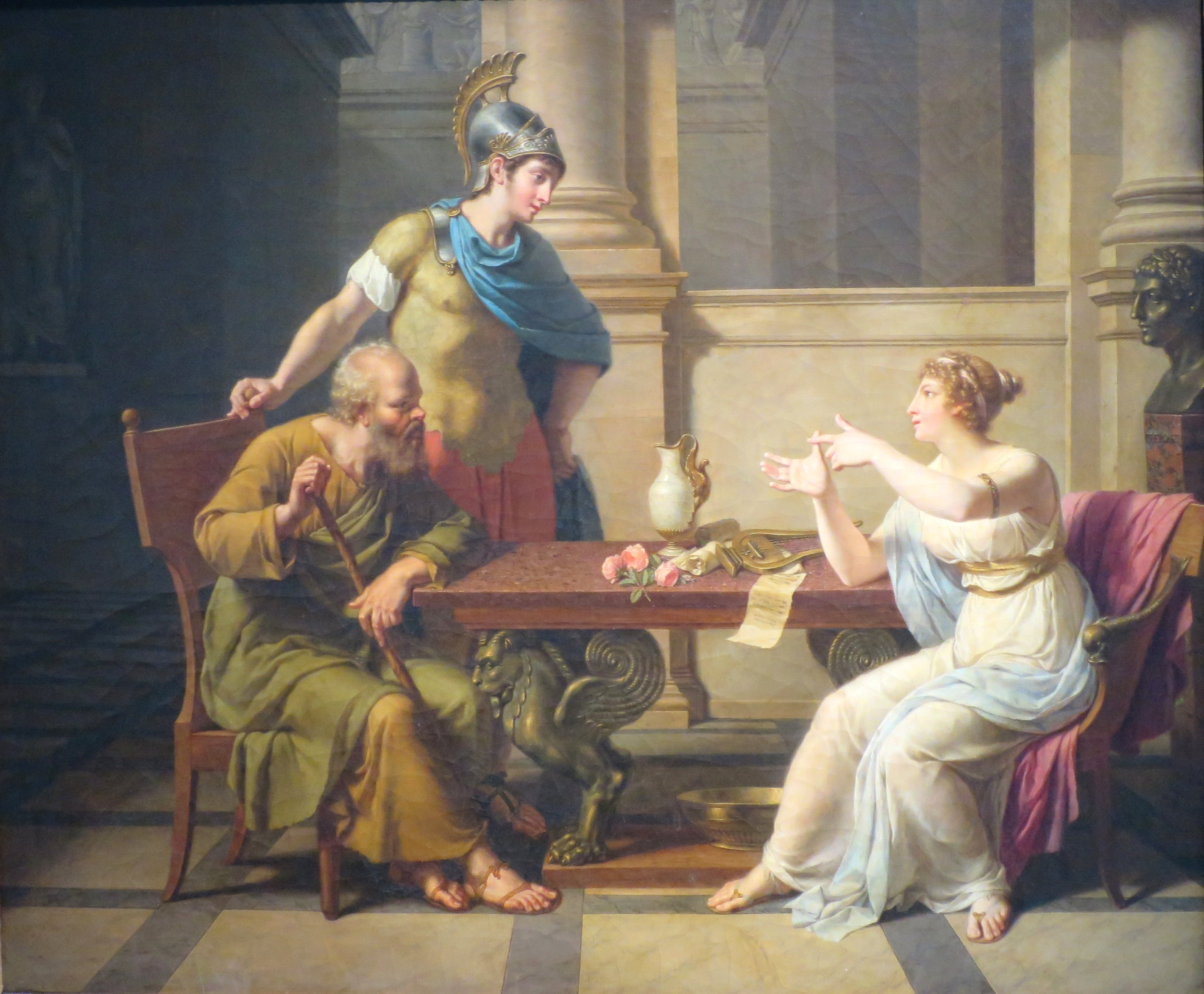
Em uma tradição que pode ser rastreada até o século IV a.C., Aspásia era uma retórica habilidosa. Nesta pintura de Nicolas-André Monsiau, ela fala enquanto Sócrates e Péricles ouvem atentamente.

No século IV a.C., quatro filósofos são conhecidos por terem escrito diálogos socráticos que apresentam Aspásia. O de Antístenes a retrata de forma negativa, de certa forma parecida com sua representação na comédia; Ésquines Socrático e Xenofonte mostram-na de uma forma mais positiva. Nos diálogos de Platão, Xenofonte e Ésquines, Aspásia é retratada como uma retórica educada e habilidosa e uma fonte de conselhos para questões conjugais. Alguns consideram por isso que influenciou Péricles em suas retóricas públicas. Outros acadêmicos chegaram a acreditar que Aspásia inaugurou uma escola para jovens mulheres de boas famílias e que teria sido responsável pela invenção do método socrático.

Holger Thesleff sugere que Aspásia foi objeto de uma tradição de lendas socráticas, nas quais teria sido ela quem ensinara a "arte do amor" (erotika) a Sócrates, e é presumível que nisso o diálogo de Ésquines seja anterior ao O Banquete platônico. Há quem argumente que Platão recebeu impressão dos relatos sobre Aspásia e baseou nela sua personagem Diotima em O Banquete; pelo menos ambas as representações dessas mulheres estão associadas por paralelos de uma teoria do eros socrático. Já outros sugerem que Diotima era de fato uma figura histórica. Thesleff também afirma que Diotima foi uma reformulação platônica de Aspásia. De acordo com Charles Kahn, Diotima é, em muitos aspectos, a resposta de Platão à Aspásia de Ésquines. Armand D'Angour propõe que Aspásia influenciou profundamente Sócrates e que teria sido retratada, de forma codificada, em Diotima por Platão.

"Agora, já que se pensa que ele agiu assim contra os sâmios para gratificar Aspásia, este pode ser um local adequado para levantar a questão sobre a grande arte ou poder que essa mulher tinha, que ela manejou ao agradar aos homens mais importantes do estado, e proporcionou aos filósofos a oportunidade de discuti-la em termos exaltados e extensos."

Plutarco, Péricles, XXIV
Nos períodos helenístico e romano, alguns autores seguiram o retrato mais positivo de Aspásia na literatura socrática, distanciando-a da prostituição e situando-a numa tradição de mulheres sábias. Vários autores antigos, a partir de fontes secundárias, figuraram um Sócrates que admirava e respeitava profundamente Aspásia.
Dídimo Calcêntero escreveu sobre mulheres excepcionais na história em sua Symposiaka, minimizando sua sexualidade, mas notando sua influência na filosofia de Sócrates e na retórica de Péricles.
Em Roma, Cícero e Quintiliano usaram a conversa entre Aspásia e Xenofonte no diálogo de Ésquines como um bom exemplo de inductio.

##### Xenofonte, Ésquines e Antístenes
Ela é mostrada como habilidosa em conselhos casamenteiros, nas obras Memoráveis e Econômico de Xenofonte e nos fragmentos que restam do diálogo Aspásia por Ésquines Socrático. A representação nesse diálogo por Ésquines levou acadêmicos modernos a consideraram Aspásia uma "alter Sócrates", alcunha criada por Rudolf Hirzel em 1895 e reutilizada por outros estudiosos; diversas fontes antigas indicam uma tradição que também a associava ao método paidêutico de eros socrático.
Xenofonte menciona Aspásia duas vezes em seus escritos socráticos. Nos dois casos, seu conselho é recomendado a Critóbulo por Sócrates. Em Memoráveis, Sócrates cita Aspásia dizendo que a casamenteira deveria relatar com sinceridade as boas características do homem. Em Econômico, Sócrates defere a Aspásia como mais conhecedora da administração familiar e da parceria econômica entre marido e mulher.
Ésquines Socrático e Antístenes nomearam cada um por "Aspásia" um diálogo socrático (embora nenhum sobreviva, exceto em fragmentos). Nossas principais fontes para o Aspásia de Ésquines Socrático são Ateneu, Plutarco e Cícero. No diálogo, Sócrates recomenda que Cálias envie seu filho Hipônico a Aspásia para obter instruções. Quando Cálias recua diante da noção de uma professora mulher, Sócrates observa que Aspásia havia influenciado favoravelmente Péricles e, depois de sua morte, Lísicles. Em uma seção do diálogo, preservada em latim por Cícero, Aspásia afigura-se como uma "Sócrates feminina", aconselhando primeiro a esposa de Xenofonte e depois o próprio Xenofonte (o Xenofonte em questão não é o famoso historiador) sobre a aquisição de virtude através do autoconhecimento. Ésquines apresenta Aspásia como professora e inspiradora de excelência, conectando essas virtudes com seu status de hetaira. Na opinião de Kahn, todos os episódios da Aspásia de Ésquines seriam não apenas fictícios, mas incríveis.
No Aspásia de Antístenes, apenas duas ou três citações existem. Esse diálogo contém muitas calúnias, mas também histórias relacionadas à biografia de Péricles. Antístenes parece ter atacado não apenas Aspásia, mas toda a família de Péricles, incluindo seus filhos. O filósofo acredita que o grande estadista escolheu a vida do prazer em vez da virtude. Assim, Aspásia é apresentada como a personificação da vida de indulgência sexual.

##### Platão
O diálogo platônico Menêxeno foi o mais influente na formação da imagem de Aspásia como instrutora de oratória a figurões, que detinha excelência tanto na emissão quanto na composição. Cita-se Sócrates afirmando que ela era sua mestre (διδάσκαλος) e treinadora de muitos oradores, e que, já que ele e Péricles foram educados por Aspásia, seriam superiores em retórica a alguém educado por Antifonte:
"Que eu fosse capaz de fazer o discurso não seria nada maravilhoso, Menêxeno; pois ela que é minha instrutora não é de forma alguma fraca na arte da retórica; pelo contrário, ela produziu muitos bons oradores, e entre eles um que superou todos os outros gregos, Péricles, filho de Xantipo." —Platão, Menêxeno, 235e
Sócrates também atribui que ela compôs a Oração Fúnebre de Péricles, e ataca a veneração de Péricles por seus contemporâneos. Kahn sustenta que Platão tirou de Ésquines o motivo de Aspásia como professora de retórica de Péricles e Sócrates. A Aspásia de Platão e a Lisístrata de Aristófanes são duas exceções aparentes à regra da incapacidade das mulheres como oradoras, embora essas personagens fictícias não nos digam nada sobre o status real das mulheres em Atenas. Como explica Martha L. Rose, "apenas na comédia os cães litigam, os pássaros governam ou as mulheres declamam".

Nos estudos acadêmicos é problemática a abordagem sobre como se interpretar a figura de Aspásia no diálogo Menêxeno, pois pode ser encarada de uma ou outra maneira, conforme as perspectivas das outras poucas fontes antigas restantes sobre ela: há intérpretes, por exemplo, que, tendo em vista a tradição cômica, apontam o diálogo como a apresentando negativamente, enquanto outros consideram-na uma figura positiva, tal qual a tradição clássica, que aceitara como genuína a exposição platônica de sua expertise em retórica.

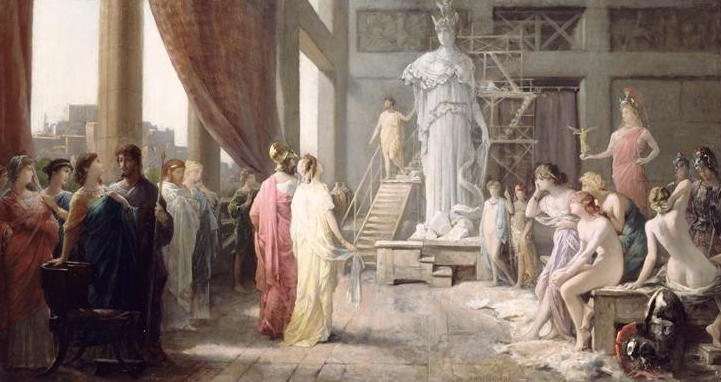
Pintura de Hector Leroux (1682-1740), que retrata Péricles e Aspásia admirando a gigantesca estátua de Atena no estúdio de Fídias

Há muitos autores que interpretaram essa apresentação como sendo irônica ou uma paródia, especulando-se diversos motivos, segundo o que Aspásia poderia representar no contexto grego da época: alguns supõem escárnio e sarcasmo em lhe atribuir o ensino da arte retórica, por ser associada a papéis de cortesã, mulher ou estrangeira, bem como por aparecer como uma mestra que, por sua influência feminina, ensinara diversos homens a oratória (um dos tópicos da comédia era de que políticos tendiam a falar com as "bocas de prostitutas"); ou então por se lhe atribuir a autoria de uma famosa oração de Péricles. Outros também afirmam que há elementos de sátira. Interpretações mais recentes consideram, porém, que Aspásia possui um papel mais sério. Há quem identifique nessa construção um uso por Platão de uma figura famosa do gênero feminino para indicar uma subversão de várias atitudes atenienses tradicionais, como quanto a autoctonia, eros, maternidade e outras questões; Uma das linhas de visão afirma que Platão concedeu reconhecimento autêntico à reputação de filósofa ou retórica dessa personagem histórica.
Como Xenofonte apresentou em seus Memoráveis que Sócrates conhecia Aspásia, a passagem em que Aspásia é afirmada como professora de retórica a Sócrates não é um indicativo automático de paródia. Ao invés de depreciá-la, Platão pode estar libertando-a do foco que recaía sobre sua corte e casamento, assim como na proposta que ele fizera em A República de haver mulheres talentosas na cidade ideal, Calípole, em que poderiam apresentar sua inteligência fora do ambiente doméstico.
Mark Zelcer considera que não há ironia ou comédia pelo contexto, em que Aspásia tem importância como autora de duas orações, e devido à audiência contemporânea ateniense a que Platão intencionava se dirigir: Aspásia seria reconhecida como a figura pública que encarnava o pensamento de Péricles após sua morte e podia ser vista como a melhor representante à escolha feita por Platão de colocá-la como arrependida de sua ideologia política, após a morte de seu filho na guerra pelos ideais pericleanos, apresentando-se então no diálogo como simpática a Sócrates. Zelcer argumenta que seria cruel figurá-la em meio a uma piada, já que ela encarnava no imaginário público os ideais de Péricles e possivelmente era vista pelos atenienses como uma viúva e mãe em luto, após seu filho ter sido executado pela democracia ateniense (isso ocorreria cerca de 20 anos após a peça cômica Os Acarnânios). Insinuações de zombaria exigiriam um ganho literário muito alto para compensar.

### Obras modernas sobre Aspásia
O retrato pós-clássico mais antigo de Aspásia está nas cartas de Heloísa de Argenteuil a Pedro Abelardo. Heloísa cita a conversa de Aspásia com Xenofonte e sua esposa no diálogo de Ésquines, que ela provavelmente conhecia pela referência de Cícero a ele, e propõe Aspásia como um exemplo de como ela deveria viver sua própria vida.
No final do período medieval e início da era moderna, Aspásia apareceu em vários catálogos, um gênero de moda na época. Ela foi incluída em três "livros medalhão", com um retrato imaginado e uma breve biografia. O primeiro deles foi Promptuarium Iconum, de Guillaume Rouille, que deriva sua representação de Aspásia de Plutarco e se concentra em seu relacionamento com Péricles; Na Iconografia de Giovanni Angelo Canini, Aspásia é retratada usando capacete e escudo. Ela também apareceu em dois catálogos de mulheres neste período como professora e filósofa; em Tirannia Paterna, de Arcangela Tarabotti, que a retrata como professora de retórica, e Historia Mulierum Philosopharum, de Gilles Ménage, na qual é descrita como ensinando retórica a Péricles e Sócrates, e filosofia a Sócrates.

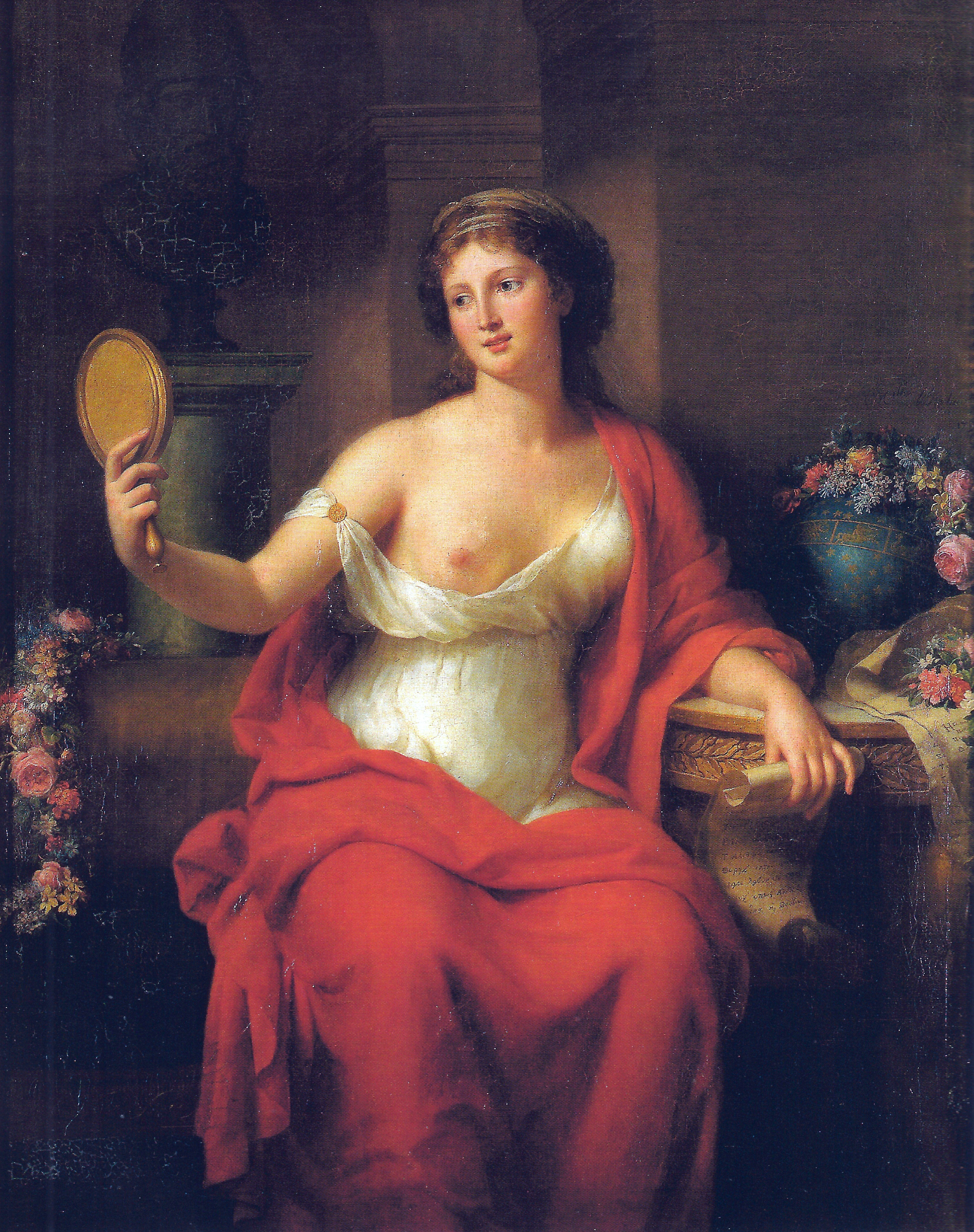
Pintura de Marie Bouliard, como Aspásia, em 1794

No século XVIII, Aspásia era amplamente conhecida para ser incluída em dicionários e enciclopédias, onde as representações dela foram amplamente baseadas em Plutarco. Em 1736, Jean Leconte de Bièvre publicou uma Histoire de deux Aspasies, também baseada na representação de Plutarco, que retratava Aspásia como uma mulher educada e professora de Péricles, bem como sua esposa. O século XVIII também viu a primeira imagem conhecida de Aspásia a ser criada por uma mulher, na figura de Marie Bouliard. A pintura retrata Aspásia com um seio descoberto, olhando para um espelho de mão e com um pergaminho na outra mão. Embora o peito nu faça referência às tradições erotizadas em torno de Aspásia, Madeleine Henry argumenta que o retrato difere de representações mais pornográficas de mulheres, com Aspásia olhando para o espelho em vez de olhar para o espectador, e segurando um pergaminho em vez de um objeto cosmético, como um pente.
No século XIX, a narrativa de Plutarco dominou a interpretação de Aspásia tanto em romances,quanto em pinturas. Nas artes visuais, o lado sexualizado de Aspásia foi representado pela pintura de Jean-Léon Gérôme, Sócrates buscando Alcibíades na Casa de Aspásia, mas essa representação pornografizada era relativamente incomum. A litografia de Sócrates de Honoré Daumier, intitulado Sócrates na Casa de Aspásia, descreve Aspásia como uma "lorette", uma posição social ambígua que se referia a "mulheres soltas, vulgares ou 'liberadas'". Outros artistas do período retrataram uma Aspásia ativa na vida pública e interagindo com os homens mais renomados do período. Na pintura Aspásia no Pnyx, de Henry Holiday, ela é mostrada com outra mulher no local da assembleia ateniense, o centro do espaço público masculino da cidade, enquanto em duas pinturas de Nicolas-André Monsiau ela é mostrada no centro de discussões com intelectuais e políticos atenienses célebres. Em Sócrates e Aspásia, ela conversa com Sócrates e Péricles; em Aspásia em Conversa com os Mais Ilustres Homens de Atenas, Eurípides, Sófocles, Platão e Xenofonte também estão entre os presentes. Em ambas as pinturas, Aspásia está falando e comandando a atenção desses homens. Melissa Ianetta argumenta que o romance de Germaine de Staël, intitulado Corinne, modela sua heroína após Aspásia, colocando-a na mesma tradição de habilidade retórica feminina.
Uma representação alternativa de Aspásia no século XIX a posicionou como uma esposa respeitável. Os autores Walter Savage Landor e Elizabeth Lynn Linton retrataram Aspásia como uma boa esposa vitoriana para Péricles em seus romances Pericles and Aspasia e Amymone: A Romance of the Days of Pericles. Pericles and Aspasia é um dos livros mais famosos de Landor, sendo uma representação da Atenas clássica através de uma série de cartas imaginárias, que contêm numerosos poemas. As cartas são frequentemente infiéis à história real, mas tentam capturar o espírito da Era de Péricles.
Em 1835, Lydia Maria Child, uma abolicionista, romancista e jornalista americana, publicou Philothea, um romance clássico ambientado nos dias de Péricles e Aspásia. Este livro é considerado "a mais elaborada e bem-sucedida das produções da autora", na qual as personagens femininas, incluindo Aspásia, "são retratadas com grande beleza e delicadeza".
A pintura de Lawrence Alma-Tadema, intitulada Phidias and the Frieze of the Parthenon, também mostra Aspásia como uma respeitável companheira dos homens. Em contrapartida, o romance Aspasia (1876), de Robert Hamerling, mostrou-a como uma protofeminista com muito mais agência do que esses relatos romantizados.
Giacomo Leopardi, um poeta italiano influenciado pelo movimento do romantismo, publicou um grupo de cinco poemas conhecidos como o círculo de Aspásia. Esses poemas de Leopardi foram inspirados por sua dolorosa experiência de amor desesperado e não correspondido por uma mulher chamada Fanny Targioni Tozzetti. Leopardi chamou essa pessoa de Aspásia, segundo a companheira de Péricles.
Em 1918, o romancista e dramaturgo George Cram Cook produziu sua primeira peça de teatro, The Athenian Women (uma adaptação de Lisístrata), que retrata Aspásia liderando uma greve pela paz. Cook combinou um tema antiguerra com um cenário grego. A escritora americana Gertrude Atherton em The Immortal Marriage (1927) trata da história de Péricles e Aspásia e ilustra o período da Guerra Sâmia, da Guerra do Peloponeso e da Praga de Atenas.
No século XX foi visto, por um lado, um interesse crescente por Aspásia separadamente de seus relacionamentos com os homens e, por outro, uma preocupação mais lasciva com sua sexualidade. A primeira vertente da recepção de Aspásia viu a escritora, feminista e política letã Elza Rozenberga, que adotou o pseudônimo de Aspazija, modelar sua campanha pelos direitos das mulheres no que ela via como o exemplo de Aspásia. Aspásia também foi adotada como modelo feminista por Judy Chicago, que a incluiu como uma das trinta e nove mulheres que receberam um lugar em sua obra de arte de instalação de 1979, The Dinner Party. Romances recentes tenderam para o retrato mais explicitamente sexualizado de Aspásia, entre elas Achilles His Armor, pelo classicista Peter Green; Darling Pericles, de Madelon Dimont; e Glory and Lightning (1974), de Taylor Caldwell, no qual Aspásia é criada como cortesã, relatando-se a relação histórica sua com Péricles.
Aspásia é uma personagem principal do jogo Assassin's Creed Odyssey, retratada como uma poderosa amante do estadista ateniense Péricles e revelada como a espiã chefe da organização secreta inimiga no roteiro do jogo.

### Fama e avaliações
O nome de Aspásia está intimamente ligado à glória e fama de Péricles. Plutarco a aceita como uma figura significativa, tanto política como intelectualmente, e expressa sua admiração por uma mulher que "gerenciou conforme agradava aos principais homens do estado, e proporcionou aos filósofos a oportunidade de discuti-la em termos exaltados e extensos". O biógrafo diz que Aspásia ficou tão conhecida que até Ciro, o Jovem, que entrou em guerra com o rei Artaxerxes II da Pérsia, deu seu nome a uma de suas concubinas, que antes se chamava Milto. Depois que Ciro caiu em batalha, essa mulher foi levada cativa ao rei e adquiriu uma grande influência com ele. Luciano chama Aspásia de "modelo de sabedoria", "admirada pelo admirável Olímpico" e elogia "seu conhecimento e discernimento político, sua astúcia e perspicácia". Um texto siríaco, segundo o qual Aspásia compôs um discurso e instruiu um homem a lê-lo nos tribunais, confirma a fama retórica de Aspásia. Aspásia é dita pela Suda, uma enciclopédia bizantina do século X, como tendo disposto de "habilidades e inteligência em relação às palavras", e como tendo sido uma sofista que ensinou retórica.

"Em seguida, tenho que descrever a Sabedoria; e aqui terei ocasião para muitos modelos, muitos deles antigos; um vem, como a própria dama, da Jônia. Os artistas serão Ésquines e Sócrates, seu mestre, o mais realista dos pintores, pois seu coração estava em suas obras. Não poderíamos escolher melhor modelo de sabedoria do que a milesiana Aspásia, admirada pelo admirável "Olímpico"; seu conhecimento e discernimento político, sua astúcia e penetração serão todos transferidos para nossa tela em sua perfeita medida. Aspásia, no entanto, só nos é preservada em miniatura: nossas proporções devem ser as de um colosso."

Luciano, Imagines, XVII
Com base nessas avaliações, pesquisadores como Cheryl Glenn argumentam que Aspásia parece ter sido a única mulher na Grécia clássica a se distinguir na esfera pública e deve ter influenciado Péricles na composição de seus discursos. Alguns estudiosos acreditam que Aspásia abriu uma academia para jovens mulheres de boas famílias ou que até inventou o método socrático. No entanto, Robert W. Wallace ressalta que "não podemos aceitar como histórica a piada de que Aspásia ensinou a Péricles como falar e que, portanto, era uma mestra em retórica ou filósofa". Segundo Wallace, o papel intelectual de Aspásia, dado por Platão, pode ter derivado da comédia. Donald Kagan descreve Aspásia como "uma jovem bonita, independente e brilhantemente espirituosa, capaz de se manter em conversa com as melhores mentes da Grécia e de discutir e esclarecer qualquer tipo de pergunta com o marido". Roger Just acredita que Aspásia era uma figura excepcional, mas apenas seu exemplo é suficiente para enfatizar o fato de que qualquer mulher que se tornasse uma igual intelectual e social a um homem teria que ser uma hetaira. Segundo Prudence Allen, Aspásia elevou o potencial das mulheres para se tornarem filósofas um passo adiante das inspirações poéticas de Safo.